# Charles Wright Mills

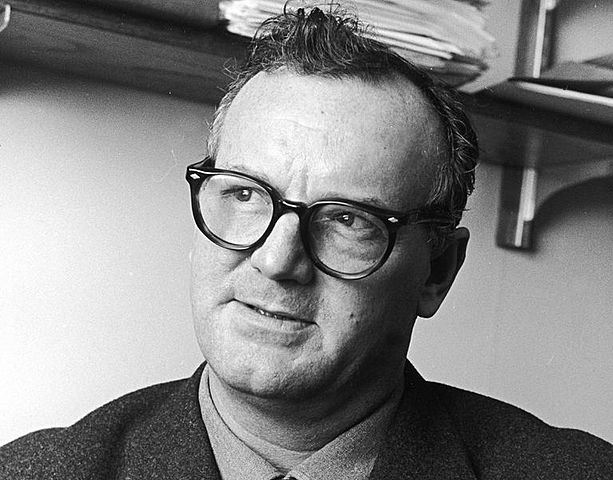
Charles Wright Mills

Charles Wright Mills (als Autor C. Wright Mills; * 28. August 1916 in Waco, Texas; † 20. März 1962 in Nyack, New York) war ein US-amerikanischer Soziologe. Er analysierte moderne Gesellschaften der Nachkriegszeit und die Rolle der Intellektuellen darin. Er wurde weithin in populären und intellektuellen Zeitschriften veröffentlicht. Seine bekanntesten Werke sind Die Machtelite, in der er das Zusammenwirken der politischen, militärischen und wirtschaftlichen Eliten analysiert; White Collar: The American Middle Classes untersucht die moderne Mittelklasse; The Sociological Imagination stellt den Zusammenhang dar, der zwischen der subjektiven Erfahrung des Einzelnen in seiner individuellen Biografie mit der Struktur der Gesellschaft und der geschichtlichen Entwicklung der Gesellschaft besteht.
Mills Werke sind soziologische Klassiker der Herrschafts- und Elitesoziologie, insbesondere des Power Structure Research. Sie wurden in Deutschland, der Schweiz und Österreich kaum rezipiert. Mills betont in seinem Werk die Verantwortung des Intellektuellen in der Gesellschaft. Sein Biograph Daniel Geary urteilt, Mills Schriften hätten einen bedeutenden Einfluss auf die gesellschaftliche Bewegung der Neuen Linken in den 1960er Jahren gehabt. Mills soll den Ausdruck „New Left“ populär gemacht haben, als er 1960 seinen offenen Brief an die Neue Linke veröffentlichte.

## Leben
Mills besuchte in Dallas eine Technical High School, anschließend studierte er an der Texas A&M University, wechselte aber nach einem Jahr an die University of Texas at Austin. Dort legte er 1939 das Bachelor-Examen (Soziologie und Philosophie) ab. Danach besuchte er die University of Wisconsin–Madison, wo er 1941 mit der Dissertationsschrift „A Sociological Account of Pragmatism: An Essay on the Sociology of Knowledge“ zum Ph.D. promoviert wurde. Der eigentliche Betreuer der Doktorarbeit war Howard P. Becker. Eine wichtige Rolle spielte aber auch der Emigrant Hans Heinrich Gerth, der Mills in das europäische intellektuelle Leben und das Werk Max Webers einführte. Gemeinsam verfassten beide in den 1950er Jahren die Bücher From Max Weber und Character and Social Structure.
Noch 1941 trat Mills, nach Vermittlung von Robert K. Merton, an der University of Maryland eine Stelle als Associate Professor für Soziologie an. In dieser Zeit kam er in Kontakt zu den (später so genannten) New York Intellectuals, begann politisch tätig zu werden und sich mit den Gewerkschaften zu beschäftigen. Dabei war er insbesondere von Dwight Macdonald und Daniel Bell beeinflusst.
Unzufrieden mit seiner Stellung in Maryland zog Mills 1945 nach New York um. Dort bekam er, erneut auf Vermittlung von Merton, zunächst eine Stelle am Bureau of Applied Social Research, dessen Direktor zu der Zeit Paul Felix Lazarsfeld war. 1947 wurde er assistant professor an der Columbia University, blieb aber einen Tag pro Woche für das Forschungsinstitut tätig. In den folgenden Jahren war er Gastprofessor an verschiedenen amerikanischen Universitäten, so 1949 an der University of Chicago und 1953 an der Brandeis University. 1956 ernannte ihn die Columbia University zum „full professor“.
Das akademische Jahr 1956/1957 verbrachte Mills im Rahmen eines Fulbright-Stipendiums in Kopenhagen, von wo aus er auch andere europäische Städte besuchte, teilweise, um Vorträge zu halten (München, Frankfurt am Main, Salzburg). Im März 1957 hielt er eine Vorlesung an der London School of Economics and Political Science (LSE), wobei er Edward P. Thompson und Ralph Miliband traf und sich mit ihnen anfreundete. Mit Miliband reiste er im Juli 1957 nach Polen. Auch in den folgenden Jahren war er viel unterwegs. Während eines akademischen Freisemesters 1959/1960 besuchte er eine Konferenz der International Sociological Association (ISA) in Italien, hielt einen Vortrag in Brasilien, hielt von Januar bis März 1960 in Mexiko ein Seminar über den Marxismus ab, besuchte danach die Sowjetunion und im August 1960 Kuba, wo er unter anderem Interviews mit Fidel Castro führte.
Ende 1960 erlitt er einen Herzinfarkt und erhielt für das kommende akademische Jahr erneut eine Freistellung, was er für ausgedehnte Reisen nach Europa und in die Sowjetunion nutzte. 1962 sagte er seine Teilnahme auf einem ISA-Kongress in Washington zu, starb aber vorher am 20. März 1962 durch einen weiteren Herzinfarkt.

## Werk
Eine engagiert kritisch-praktische Auffassung von Soziologie war charakteristisch für Mills wissenschaftliche Karriere wie für seinen gesamten Lebenslauf. Man kann dreierlei Phasen unterscheiden:
1. Studium der Sozialphilosophie und Rezeption der soziologischen Klassiker (Karl Marx, Max Weber, Gaetano Mosca, Vilfredo Pareto);
2. eine Periode intensiver empirischer Arbeiten;
3. eine Vereinigung beider Interessensrichtungen zu einer bestimmten Arbeitsweise soziologischer Reflexion. Hieraus erwuchs sein Beitrag Two Styles of Social Science Research; später wurden diese Ideen ausgearbeitet zu The Sociological Imagination.[4]

Berühmt geworden ist Mills mit seiner Trilogie über die Untersuchung der Machtverhältnisse in den USA, in denen er 1948 zuerst die Arbeiterschicht (The New Men of Power), dann 1951 die amerikanische Mittelklasse (White Collar: The American Middle Classes) und schließlich 1956 die amerikanische Machtelite (The Power Elite) genauer analysiert.

### From Max Weber: Essays in Sociology (1946).
Mills begann seine Zusammenarbeit mit Hans Gerth 1940, gemeinsam übersetzten sie einige Texte Webers ins Englische.

### The New Men of Power: America’s Labor Leaders (1948)
Mills untersuchte die so genannte „Labor Metaphysic“, also Theorien über die Rolle der Arbeiterbewegung und die Zusammenarbeit der Gewerkschaftsführer mit den Unternehmern und Managern. Er schrieb, Gewerkschaften hätten ihre Oppositionsrolle aufgegeben und sich mit dem Leben innerhalb des kapitalistischen Systems versöhnt. Die Arbeiterschaft wurde durch die „bread and butter“-Politik befriedet, in der politische Ziele ausgeklammert wurden. Die Gewerkschaftsführer hätten sich damit der neuen Herrschaftsordnung willfährig untergeordnet und hätten die Gewerkschaften zum „Stoßdämpfer“ (shock absorber) zwischen Unternehmern und Arbeiterschaft gemacht.
Mills sah in den Gewerkschaften die einzige Kraft, die eine Erneuerung der Gesellschaft hervorbringen könnte. Eine Hauptrolle wies er dabei den Intellektuellen in der Gewerkschaft zu. Von Funktionären der Gewerkschaftsbürokratie, die leicht zur „Hure der Macht“ (whore of power) würden, erwartete er keinen innovativen Impulse, da sie bei einer Umorientierung ihrer Aktivitäten im Bündnis mit den Intellektuellen an Geld, Macht, Prestige und Status verlieren würden.
David Camfield vermisste in seiner Rezension zu Mills, der sich an Webers Bürokratieanalyse orientierte, die Erklärung, wie die Sonderinteressen der gewerkschaftlichen Führungsschicht entstanden sind, die Darstellung, wie Intellektuelle die Arbeiterbewegung wieder mobilisieren können und einen Mangel an Berücksichtigung der Gewerkschaftsgeschichte und der Rolle von Rassismus und Sexismus in den USA.

### The Puerto Rican Journey (1950)
Die Studie wurde gemeinsam mit Clarence Senior und Rose Kohn Goldsen verfasst. Es handelt sich um eine Studie zur Lage der Einwanderer aus Puerto Rico in New York. Im Gegensatz zu den Arbeiten der empirischen Sozialforschung ist die Darstellung in eine literarisch anmutende Geschichte eingebettet, da Mills glaubte, die Problematik der Integration der Einwanderer in die moderne entfremdete Gesellschaft der USA sei nicht statistisch-empirisch darstellbar.

### White Collar: The American Middle Classes (1951)
Mills hat damit die „die erste, immer noch aktuelle „makrosoziologische“ Abrechnung mit den Entfremdungserscheinungen jener „Mitte“ vorgelegt,  (…) um deren Gunst die „modernen“ Politiker bis heute ringen“. Er stellt die radikal veränderte Lage der Mittelschicht in den USA der Nachkriegszeit dar. Mills These ist, dass die Angestellten von der Bürokratie der Großbetriebe in geistlose und zufriedene Automaten verwandelt worden seien, deren Identität sich im hierarchischen Geflecht aus Funktion und Titel herausbildet.

### Character and Social Structure: The Psychology of Social Institutions (1953)
Diese Schrift verfasste Mills gemeinsam mit Hans Gerth. Sie untersuchen die Beziehung von Institutionen und sozialen Strukturen und den Charakter individueller Personen. Zentralbegriff der theoretischen Grundlegung im 2. Kapitel ist die soziale Rolle, die sich in der Beziehung von Institution und Individuum bildet, diese zugleich herstellt und den Charakter der Person formt. Der Charakter eines Menschen erscheint so als die „relativ stabile Integration der psychischen Struktur eines Organismus in Verbindung mit den sozialen Rollen der Person“ (the relatively stabilized integration of the organism’s psychic structure linked with the social roles of the person) Die soziale Rolle bildet sich durch wiederholte Interaktionen mit anderen (recurrent interactions) die Muster wechselseitig orientierten Verhaltens formen (patterns of mutually oriented conduct).
Institutionen konfigurieren und stabilisieren Rollen durch unterschiedliche Grade von Autorität, so dass jede Rolle als Garantie der relativen Dauer des gesamten Verhaltensmusters verstanden und akzeptiert wird. Zur Sozialstruktur gehören außer den Institutionen im Allgemeinen auch die Arten von Institutionen (etwa die politischen) und ihre Sphären (etwa die symbolische oder technologische). Die Hauptrolle bei der Sozialisierung spielt die Sprache, durch die Erwartungen, Zustimmung und Ablehnung ausgedrückt werden, die die Zuschreibungen des Selbstbilds formen.
Kapitel 3 bis 11 handeln von der Auswahl und Gestaltgebung der Individuen durch Institutionen, von der sozialen Kontrolle, den sozialen Kontexten und Funktionen der Kommunikation, sozialer Schichtung und Integration.
Kapitel 12 bis 15 betreffen die Dynamik des sozialen Wandels, der Führung, des kollektiven Verhaltens, Kapitel 16 die Hauptrichtungen der gesellschaftlichen Entwicklung.

### The Power Elite (1956)
Das Kernstück der Trilogie zu den Klassen der amerikanischen Gesellschaft analysiert die Beziehungen zwischen den politischen, militärischen und wirtschaftlichen Eliten, die ein gemeinsames Weltbild haben: Dass nämlich Macht in der Zentralisierung der Autorität innerhalb der gesellschaftlichen Eliten liegt und liegen soll. Diese Autorität beruht auf einer militärisch definierten Wirklichkeit, einem überlegenen Klassenbewusstsein der Elite, der Austauschbarkeit und Kombinierbarkeit der elitären Strukturen (Unternehmer wird Politiker, General Wirtschaftsberater) und Rekrutierung angepasster Aufsteiger. Die Elite ist nach Mills Auffassung nur vom Eigeninteresse geleitet, wozu die Aufrechterhaltung einer beständigen Kriegsökonomie gehört, um das Auf und Ab der Wirtschaft auszugleichen und die Maskierung einer manipulativen politischen und gesellschaftlichen Ordnung durch die Medien.

### The Causes of World War Three (1958) und Listen, Yankee (1960)
Beide Abhandlungen sind Versuche, die Verantwortung der Elite für die Öffentlichkeit deutlich zu machen. Listen, Yankee schilderte die kubanische Revolution aus der Sicht eines Revolutionärs.

### The Sociological Imagination (1959)
Das als einflussreichstes Buch Mills betrachtete Werk beschreibt die soziologische Geisteshaltung oder den Ansatz der Forschung, die als soziologische Vorstellungskraft oder Einbildungskraft (sociological imagination) bezeichnet wird. Diese Vorstellungskraft besteht in der Fähigkeit, individuelle Erlebnisse aus der Perspektive einer Person in Bezug zu setzen zu den bedingenden Faktoren von Gesellschaft und Geschichte, die dem einzelnen meist verborgen bleiben. 
Worum geht es bei den Sozialwissenschaften? Sie sollten sich mit dem Menschen und der Gesellschaft befassen, und bisweilen tun sie es auch. Sie sind um das Verständnis von Biographie und Geschichte sowie deren Verbindungen in einer Vielzahl von Gesellschaftsstrukturen bemüht.
Das Werk ist eine wegweisende Bilanz der soziologischen Disziplin in den Vereinigten Staaten der 1950er Jahre. Mills schlägt hier einen dritten Weg zwischen dem „geistlosem Empirismus“ der amerikanischen Sozialforscher und der „großen Theorie“ eines Talcott Parsons ein. Mills’ Ansicht nach bedarf es einer kritischen Soziologie, die sich weder oberflächlich instrumentalisieren lässt, noch abgehoben theoretisiert, sondern eine Verbindung zwischen aktuellen Lebensumständen und historischer Sozialstruktur bietet. Das, so Mills, sei die Aufgabe und die „Verheißung“ der Soziologie. The Sociological Imagination (TSI) ist damit auch heute noch eine der wichtigsten Selbstkritiken der Soziologie. Wichtigste Aufgabe des Soziologen ist es, „private Sorgen in öffentliche Angelegenheiten zu übersetzen“ (translate private troubles into public issues). „Soziologische Imagination ist der methodologische Zustand, in den es sich mithilfe von Theorie und einfallsreicher Empirie zu versetzen gilt, um Gesellschaft nicht nur zu erleiden, sondern ‚von unten‘ zu verändern. Soziologie muss es möglich machen, Probleme der eigenen Biographie als Produkte historischen Wandels und als Gelegenheiten zu gesellschaftlicher Aktivität zu begreifen.“ Die eigene Arbeitslosigkeit wird beispielsweise in Bezug gesetzt zur wirtschaftlichen Lage und Entwicklung des Landes.
Die deutsche Übersetzung aus dem Jahr 1963 gilt aufgrund von vielen den Sinn verfälschenden Textwiedergaben als „komplette(r) Fehlschlag“.

## Kritische Konflikttheorie
Mills vertrat die These, man könne eine „gute Gesellschaft“ („good society“) auf der Basis von Wissen schaffen und die gebildeten Menschen, die geistige Elite, sei verantwortlich für deren Ausbleiben.
Die „soziologische Vorstellungskraft“ kann mit Analysen auf einem Mikro- sowie einem Makroniveau die Karriere der verschiedenen Individuen miteinander in Beziehung setzen, was ein Verständnis sowohl ihrer Bedeutung für das Innenleben als auch für das Leben nach außen hin ermöglicht. Der einzelne Mensch kann seine eigene Erfahrung nur in vollem Umfang verstehen, wenn er sich in seinem historischen Kontext verortet.
Der Schlüsselfaktor ist die Verbindung privater Fragen mit den öffentlichen: Die Verbindung der Probleme, die im nahen Umfeld des Individuums und innerhalb dessen Beziehungen auftreten, mit Vorgängen, die in Zusammenhang stehen mit den Institutionen einer als Ganzes geschichtlich beeinflussten Gesellschaft.
In einer modernen Gesellschaft ist die Zentralisierung der Macht auf nationaler Ebene eng mit den Menschen verbunden, die den Regierungen, den großen Konzernen, dem Militär und den Gewerkschaften vorstehen. Die den zentralen Machthabern zur Verfügung stehenden Mittel der Macht haben stark zugenommen. Die amerikanische Machtelite besteht aus politischen, wirtschaftlichen und militärischen Führern. Der militärisch-industrielle Komplex, vor dem Eisenhower die Nation warnte, vermittelt ein deutliches Bild von der Verflechtung dieser Entscheidungsträger.
Mills teilte mit marxistisch beeinflussten Soziologen und Elitetheoretikern die Sicht, dass die Gesellschaft scharf vertikal gespalten ist zwischen denen, die mächtig sind, und denen ohne Macht und Einfluss. Er teilte auch die Sorge vor einer Entfremdung als Effekt sozialer Strukturen auf die Persönlichkeit des Einzelnen und die Sorge vor einer Manipulation der Menschen durch Massenmedien. Mills sah in Besitz und wirtschaftlicher Macht aber nicht die Hauptquelle des Konflikts in der Gesellschaft.

## Gesundheit und früher Tod
Mills wurde nach seiner Promotion im Jahr 1942 bei der US Army gemustert und wegen hohem Blutdruck vom Militärdienst befreit. Er musste nicht am Zweiten Weltkrieg teilnehmen. 
Sein Herzproblem wurde 1956 diagnostiziert. Er erlitt im Dezember 1960 einen schweren Herzinfarkt und im März 1962, im Alter von 45 Jahren, seinen vierten Herzinfarkt. Er starb am 20. März desselben Jahres.

## Schriften (Auswahl)
- Letters and autobiographical writings. Herausgegeben von Kathryn Mills mit Pamela Mills, University of California Press, Berkeley 2000, ISBN 0-520-21106-5.
- The Marxists. Dell Pub. Co., New York 1962.
- Listen, Yankee. The revolution in Cuba. McGraw-Hill, New York 1960.
- Images of man. The classic tradition in sociological thinking. G. Braziller, New York 1960.
  - Klassik der Soziologie. Eine polemische Auslese von C. Wright Mills. Übersetzt von  Gernot Gather, S. Fischer, Frankfurt am Main 1966.
- The Sociological Imagination. Oxford University Press, New York 1959.
  - Kritik der soziologischen Denkweise. Übersetzt von Albrecht Kruse, Luchterhand, Neuwied 1963.
  - Soziologische Phantasie. Herausgegeben von Stephan Lessenich, übersetzt von Ulrike Berger, Springer VS, Wiesbaden 2016, ISBN 978-3-658-10015-5.
- The causes of World War Three. Simon and Schuster, New York 1958.
  - Politik ohne Verantwortung. Eine Analyse. Übersetzt von Paul Baudisch, Kindler, München 1963.
- The Power Elite. Oxford University Press, New York 1956.
  - Die amerikanische Elite. Gesellschaft und Macht in den Vereinigten Staaten. Übersetzt von Hans Stern, Heinz Neunes und Bernt Engelmann, Holsten-Verlag, Hamburg 1962.
  - Die Machtelite. Herausgegeben von Björn Wendt, Michael Walter und Marcus B. Klöckner, Westend, Frankfurt am Main 2019, ISBN 978-3-86489-270-7.
- Mit Hans Gerth: Character and social structure. The psychology of social institutions. Brace, New York 1952.
- White collar. The American middle classes.  Oxford University Press, New York 1951.
  - Person und Gesellschaft. Die Psychologie sozialer Institutionen. Übersetzt von Ruth Meyer und Siegfried George unter Mitwirkung von Marion Ziemer, Athenäum-Verlag, Frankfurt am Main/Bonn 1970.
  - Menschen im Büro. Ein Beitrag zur Soziologie der Angestellten. Übersetzt von Bernt Engelmann, Bund-Verlag, Köln-Deutz 1955.
- The new men of power. America's labor leaders. A. M. Kelley, New York 1948.

## Einzelbelege
1. ↑  Radical Ambition: C. Wright Mills, the Left, and American Social Thought By Daniel Geary, S. 1.
2. ↑  C. Wright Mills: Letter to the New Left. In: New Left Review. I. Jahrgang, Nr. 5. New Left Review, 1960 (newleftreview.org). Full text.
3. ↑  Biografische Angaben beruhen, wenn nicht anders belegt auf: Oliver Neun, Zur Aktualität von C. Wright Mills. Einführung in sein Werk. Springer VS, Wiesbaden 2019, ISBN 978-3-658-22375-5, S. 3–6.
4. ↑  Irving Louis Horowitz: An Introduction to C. Wright Mills. In: Power, Politics and People. The Collected Essays of C. Wright Mills. Oxford University Press London Oxford New York, S. 2f
5. ↑  Guy Oakes, Arthur J. Vidich: Collaboration, reputation, and ethics in American academic life: Hans H. Gerth and C. Wright Mills. Hrsg.: Guy Oakes, Arthur J. Vidich. University of Illinois Press, Urbana 1999, ISBN 978-0-252-06807-2, S. 6.
6. 1 2 3  C. Wright Mills: C. Wright Mills: Letters and Autobiographical Writings. Hrsg.: Kathryn Mills, Pamela Mills. University of California Press, Berkeley and Los Angeles, California 2000, ISBN 978-0-520-21106-3.
7. ↑  Charles Wright Mills, Helen Schneider: The New Men of Power: America’s Labor Leaders. University of Illinois Press, 1948, ISBN 978-0-252-06948-2 (google.de [abgerufen am 4. Dezember 2016]).
8. ↑  Charles Wright Mills, Helen Schneider: The New Men of Power: America’s Labor Leaders. University of Illinois Press, 1948, ISBN 978-0-252-06948-2 (google.de [abgerufen am 4. Dezember 2016]).
9. ↑  Andreas Hess: Die politische Soziologie C. Wright Mills’: Ein Beitrag zur politischen Ideengeschichte. Springer-Verlag, 2013, ISBN 978-3-663-01310-5 (google.de [abgerufen am 4. Dezember 2016]).
10. ↑  Left History, 8.1: (2002)
11. ↑  Andreas Hess: Die politische Soziologie C. Wright Mills’: Ein Beitrag zur politischen Ideengeschichte. Springer-Verlag, 2013, ISBN 978-3-663-01310-5 (google.de [abgerufen am 4. Dezember 2016]).
12. ↑  White Collar, C. Wright Mills. In: www.uni-muenster.de. Archiviert vom Original am 17. August 2016; abgerufen am 4. Dezember 2016.
13. ↑  Lutz Eichler: System und Selbst: Arbeit und Subjektivität im Zeitalter ihrer strategischen Anerkennung. transcript Verlag, 2016, ISBN 978-3-8394-2213-7 (google.de [abgerufen am 4. Dezember 2016]).
14. ↑  Doug Mann: Understanding society: a survey of modern social theory. Oxford University Press, Don Mills, Ont. New York 2008, ISBN 978-0-19-542184-2.
15. ↑  Stuart Sim, Noel Parker (Hrsg.): The A–Z guide to modern social and political theorists. Prentice Hall, Harvester Wheatsheaf, London 1997, ISBN 978-0-13-524885-0.
16. ↑  Joseph A. Scimecca: The sociological theory of C. Wright Mills. Kennikat Press Corp., Port Washington, New York 1977, ISBN 978-0-8046-9155-0.
17. ↑   Archivlink (Memento vom 18. September 2015 im Internet Archive) The Sociological Imagination ranked second (outranked only by Max Weber’s Economy and Society) in a 1997 survey asking members of the International Sociological Association to identify the books published in the 20th century most influential on sociologists
18. ↑  C. Wright Mills: The sociological imagination, fortieth anniversary edition. Oxford University Press, Oxford England New York 2000, ISBN 978-0-19-513373-8.
19. ↑  The Sociological Imagination, C. Wright Mills. In: www.uni-muenster.de. Archiviert vom Original am 8. Dezember 2016; abgerufen am 5. Dezember 2016.
20. ↑  C. Wright Mills: Readings for sociology. Hrsg.: Gareth Massey. 7. Auflage. W. W. Norton & Company, New York, ISBN 978-0-393-91270-8, From the sociological imagination, S. 13–18.
21. ↑  Wolfgang J. Helbich:  Ein Soziologe kritisiert die Soziologie In: Die Zeit, 4. September 1964. Abgerufen am 16. Dezember 2016
22. ↑  Mills Witwe (Yaroslava Surmach Mills), seine erste Frau Freya James und seine Kinder Pamela, Kathryn und Nikolas warfen Horwitz 1984 hier zahlreiche Fehler in seinem Buch vor.

| Personendaten    | Personendaten               |
| ---------------- | --------------------------- |
| NAME             | Mills, Charles Wright       |
| KURZBESCHREIBUNG | US-amerikanischer Soziologe |
| GEBURTSDATUM     | 28. August 1916             |
| GEBURTSORT       | Waco, Texas                 |
| STERBEDATUM      | 20. März 1962               |
| STERBEORT        | Nyack, New York             |